# Phaio
Phaio is een geslacht van vlinders van de familie spinneruilen (Erebidae), uit de onderfamilie Arctiinae.

## Soorten
- P. acquiguttata Dognin, 1909
- P. albicincta Schaus, 1896
- P. aurata Schaus, 1892
- P. bacchans Schaus, 1892
- P. caeruleonigra Schaus, 1905
- P. cephalena Druce, 1883
- P. geminiguttata Dognin, 1911
- P. longipennis Neum., 1894
- P. quadriguttata Dognin, 1909
- P. salmoni Druce, 1883
- P. stratiotes Dyar, 1914
- P. sylva Schaus, 1896
- P. unimacula Rothschild, 1911